# Guadalca insularis
Guadalca insularis là loài chuồn chuồn trong họ Corduliidae. Loài này được Kimmins mô tả khoa học đầu tiên năm 1957.